# セント・パトリック教区 (セントビンセント・グレナディーン)
セント・パトリック教区（セント・パトリックきょうく、Saint Patrick Parish）はセントビンセント・グレナディーンの行政教区。セントビンセント島の西部を管轄する。面積は37平方キロメートル、人口は7,382人（2015年）。
国勢調査区域はバルワイイー、ラユーの2区が該当する。ただしラユー区はセント・アンドリュー教区と一部重複する。

## 都市
すべての集落の一覧。
- バルワイイー (Barrouallie、北緯13度14分09秒 西経061度16分19秒 / 北緯13.23583度 西経61.27194度)[6]
- ハーミテージ（ドイツ語版） (Hermitage、北緯13度14分 西経061度13分 / 北緯13.233度 西経61.217度)
- ラユー（英語版） (Layou、北緯13度12分12秒 西経061度16分07秒 / 北緯13.20333度 西経61.26861度)[7]
- ラトランド・ヴェイル（ドイツ語版） (Rutland Vale、北緯13度12分 西経061度17分 / 北緯13.200度 西経61.283度)
- スプリング・ヴィレッジ（英語版） (Spring Village、北緯13度15分 西経061度14分 / 北緯13.250度 西経61.233度)

## 出身人物
- フレデリック・バランタイン - 第5代セントビンセント・グレナディーン総督
- ラルフ・ゴンサルヴェス - 第4代セントビンセント・グレナディーン首相